# سبزک سرقهوه‌ای
سبزک سرقهوه‌ای (نام علمی: Hylophilus brunneiceps) نام یک گونه از سرده جنگل‌دوست‌ها است.